# Asplenium perakense
Asplenium perakense är en svartbräkenväxtart som beskrevs av Mathew och Christ. Asplenium perakense ingår i släktet Asplenium och familjen Aspleniaceae. Inga underarter finns listade.